# Poortje Pik

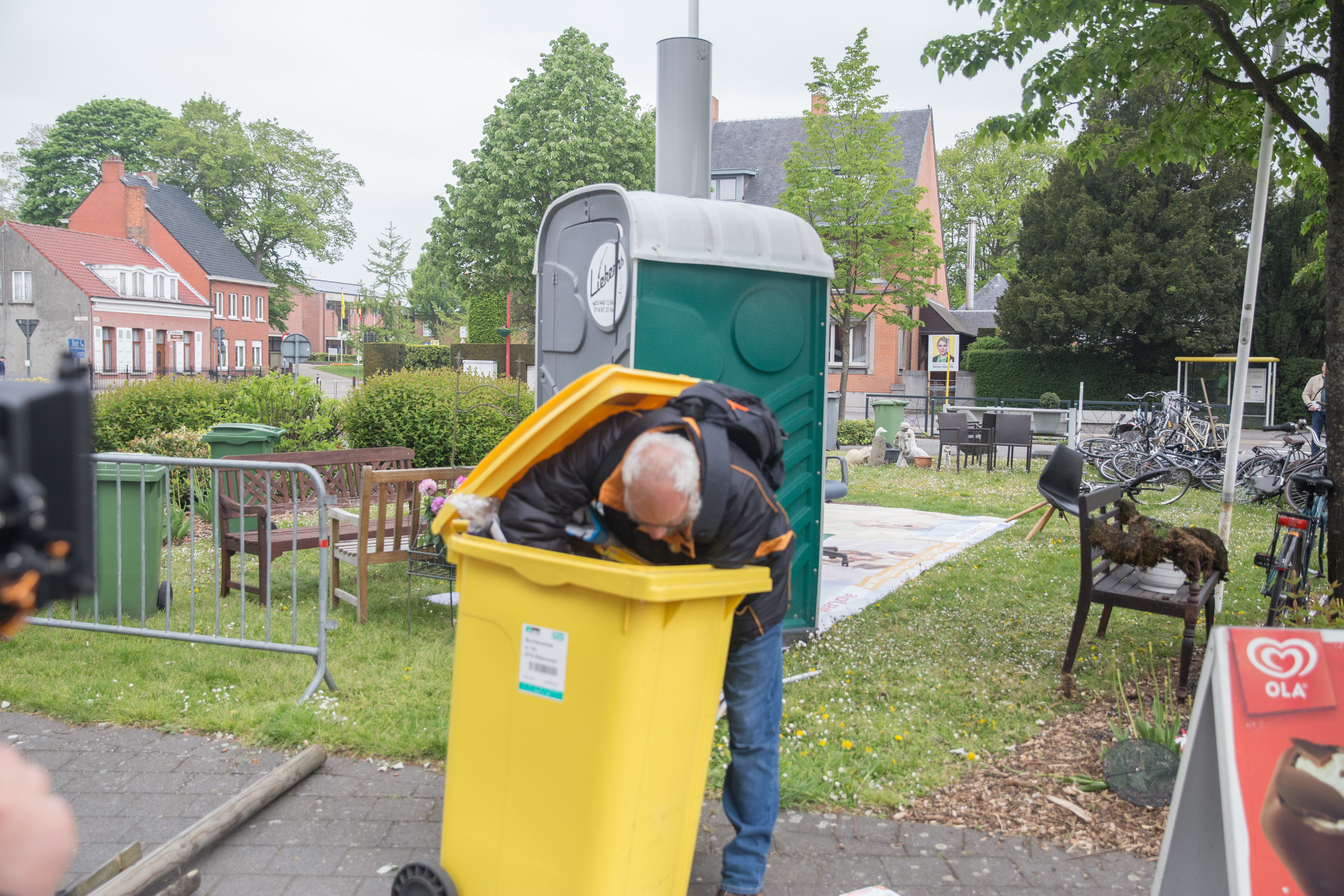
Een slachtoffer van Poortje Pik doorzoekt een papiercontainer.

Poortje Pik is een traditie die in de Belgisch-Nederlandse grensstreek plaatsvindt in de Kempen. Elk jaar, tijdens de nacht van 30 april op 1 mei, gaan jongeren op pad en nemen objecten die los buiten staan of in de tuinen van inwoners staan mee om ze op het dorpsplein te plaatsen.  Tafels, fietsen, aanhangers, mobiele toiletten, fietsen, kabelhaspels, tuinbeelden, plantenbakken, ladders, verkeersborden, brievenbussen, bouwmaterialen... niets is veilig, zolang het maar niet vasthangt. 
Poortje Pik zou al in de zestiende eeuw ontstaan zijn als een soort van sociale controle, om mensen ertoe te brengen mee te helpen met de grote lenteschoonmaak en hen eraan te herinneren hun spullen niet buiten te laten staan.

## Plaatsen
Plaatsen waar in de 21e eeuw Poortje Pik als traditie plaatsvond zijn:
- Alphen[5]
- Baarle[5] (verboden)[7][8]
- Ravels (verboden)[9][8]
  - Poppel[8]
  - Weelde[8]
- Rijkevorsel[1]
- Wortel[8]

### Vroeger
- Bladel[5]
- Esbeek[5]
- Hilvarenbeek[5]
- Reusel[5]